# Maltesers
Los Maltesers son unos dulces de chocolate producidos por Mars, Incorporated. Los Maltesers son unas bolitas de leche malteada recubiertas de chocolate con leche con un centro de estructura parecida a la de un panal de abejas. Se venden en una gran variedad de formatos entre los que se encuentran las bolsas de plástico (de diferente tamaño partiendo de la pequeña fun size), cajas y tubos de cartón más grandes y cubos de plástico (que van del tamaño mediano hasta el extra grande) además de las bolsitas medianas para las cajas Celebrations. Los Maltesers son uno de los dulces que incluye el surtido Mars's Revels.

## Historia
Forrest Mars creó los Maltesers en 1936 y se comercializaron por primera vez en 1937. Originalmente, se describían como "bolitas de energía" y estaban enfocadas a las mujeres a dieta para adelgazar. La publicidad de los años 30 afirmaba que el interior de los Maltesers engordaba siete veces menos que el chocolate normal, por lo que los comerciantes aseguraban que era beneficioso para la pérdida de peso.
El eslogan actual de Maltesers es La manera más ligera de disfrutar del chocolate y, anteriormente, se habían empleado eslóganes como El chocolate con el centro que menos engorda, Un chocolate no ordinario o Nada gusta como los Maltesers. En la versión australiana se utiliza también la frase Hecho en Australia... Exportado al mundo.
En 2011, el producto consiguió la acreditación de comercio justo en Irlanda y el Reino Unido al adquirir todo el cacao y el azúcar mediante esta filosofía.

## Ingredientes
Los ingredientes para Irlanda y el Reino Unido son: azúcar, leche en polvo desnatada, manteca de cacao, sirope de glucosa, extracto de cebada, pasta de cacao, grasa de palma, lactosa, suero de leche desmineralizado, harina de trigo, emulsionantes (E-442, lecitina de soja y E-492), aceite de palma, gasificantes (E-500, E-501 y E-341), sal, gelificante (pectina) y aromas.
Los ingredientes en Canadá son: azúcar, ingredientes de leche modificados, polvo de leche malteada (cebada, sirope de maíz, ingredientes de leche modificados, harina, aceite de palma modificado e hidrogenizado, azúcar, gluten, sodio, bicarbonato, bicarbonato potásico, sal), manteca de cacao, pasta de cacao, sirope de maíz, aceite de palma , lactosa, extracto de cebada, lecitina de soja, amonio de sal de glicerina fosforolizada, triestearato de sorbitano y aromas artificiales.
En Australia y Nueva Zelanda los ingredientes son: azúcar, trazas de leche, manteca de cacao, sirope de glucosa (proveniente del trigo), extracto de cebada, pasta de cacao, grasa vegetal, emulsionantes (lecitina de soja y E-492), gluten, gasificantes (E-501 y E-500), sal, aroma natural (extracto de vainilla) y pectina.

## Productos similares
- Whoppers, bolitas de leche malteada recubiertas de chocolate, fabricadas por Hershey's en los Estados Unidos.
- Mighty Malts, bolitas de leche malteada fabricadas por Necco.
- White Maltesers, Maltesers recubiertos de chocolate blanco.
- Mint Maltesers, Maltesers con corazón de menta y cobertura de chocolate con leche.
- Mylikes, dulches chinos fabricados por la Liang Feng Food Company desde 1982.
- Ovalteenies, discos circulares de Ovaltine comprimido, leche malteada y chocolate.
- Whispers, bolitas de leche malteada con chocolate fabricadas por Cadbury.
- Los MaltEaster Bunnies (conejitos de Malteser), desde 2010, se pueden comprar durante el periodo de Pascua todos los años. En 2015 aparecieron las miniaturas de dichos conejitos.
- El Maltesers Teaser es el Malteser tradicional en formato barrita. Salieron al mercado en 2013.
- El Maltesers Teasers es una crema de untar de chocolate.
- El Maltesers Malty Hot Chocolate es un preparado para chocolate caliente con sabor a leche malteada.

- Datos: Q2716518
- Multimedia: Maltesers / Q2716518